# Libnotes phaeonota
Libnotes phaeonota är en tvåvingeart som först beskrevs av Alexander 1940.  Libnotes phaeonota ingår i släktet Libnotes och familjen småharkrankar. Inga underarter finns listade i Catalogue of Life.